# Wilhelmina Marguerita Crosson
Wilhelmina Marguerita Crosson (Rutherford, 26 aprile 1900 – Boston, 28 maggio 1991) è stata una docente, educatrice e dirigente scolastica statunitense, nota per i suoi metodi di insegnamento innovativi. Una delle prime insegnanti afroamericane di Boston, ha sviluppato il primo programma di recupero della lettura della città nel 1935 ed è stata una delle prime sostenitrici dell'educazione della storia dei neri.

## Primi anni di vita e formazione

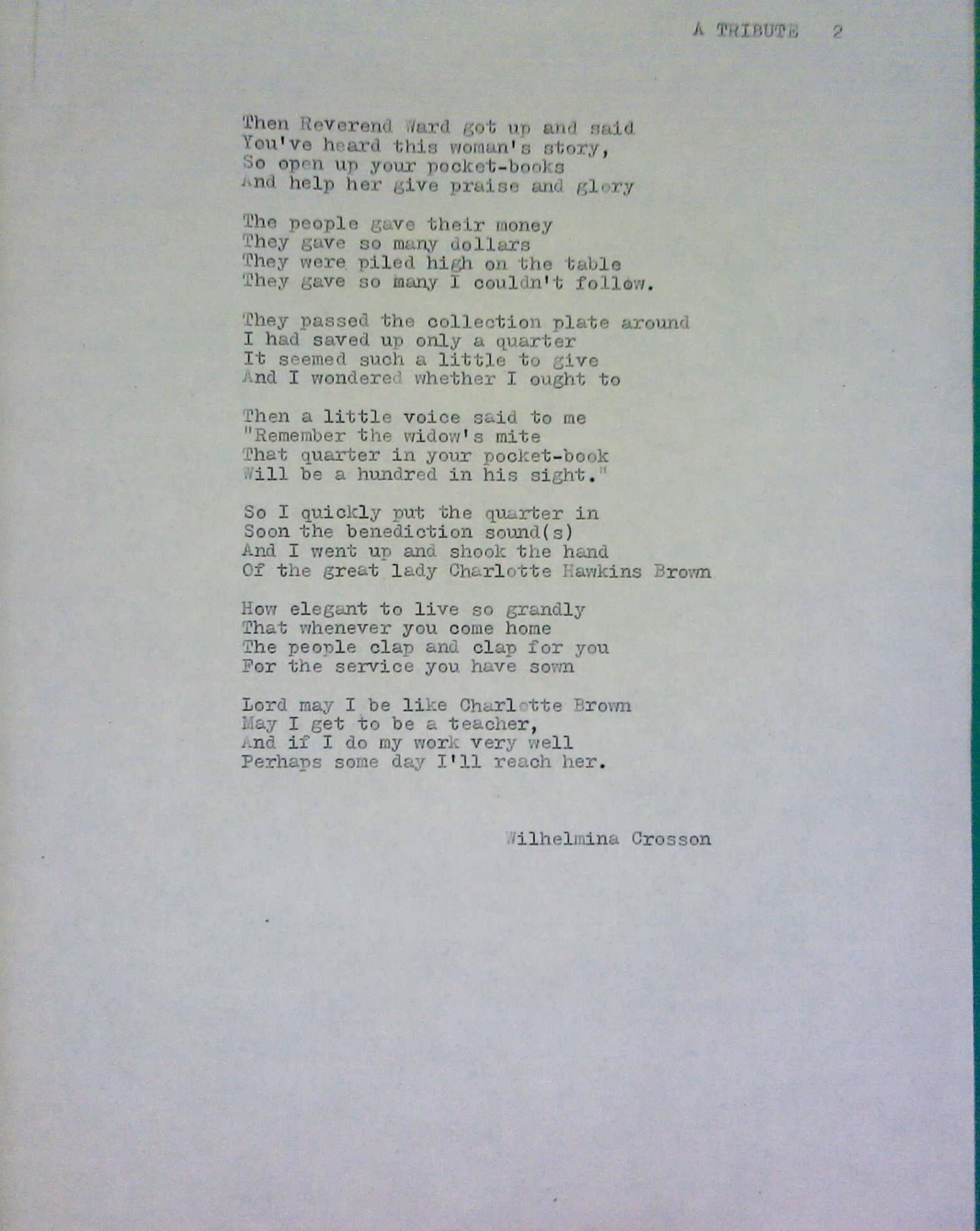
Poesia di Wilhelmina Crosson

Wilhelmina Marguerita Crosson nacque a Rutherford, New Jersey, il 26 aprile 1900, da Charles Tasker Crosson e Sallie Alice Davis Crosson. Era la quarta di nove figli. Nel 1906 si trasferì con la famiglia a Boston, dove frequentò la Hyde School e la Girls' High School a Roxbury. Conseguì una laurea in pedagogia presso il Boston Teachers College nel 1934 e un master in gestione dell'istruzione presso l'Università di Boston nel 1954.

## Carriera
La Crosson iniziò la sua carriera nel 1920 presso la Hyde School nel North End di Boston, insegnando lettura di sostegno ai figli degli immigrati italiani. È stata una delle prime donne afroamericane a insegnare nelle scuole pubbliche di Boston.
Fu tra le prime insegnanti americane a riconoscere la necessità di corsi di lettura di recupero e nel 1935 sviluppò il primo programma di lettura di recupero di Boston. Le sue metodologie pionieristiche ebbero un tale successo che gli amministratori e gli altri insegnanti venivano regolarmente inviati a studiare le sue lezioni e lei fu invitata a tenere conferenze sull'argomento.
Nel 1925 fondò l'Aristo Club di Boston, un'organizzazione di donne nere professioniste che studiavano e insegnavano la storia nera e assegnavano borse di studio ai bambini neri. Il sistema scolastico di Boston iniziò ad osservare la Settimana della Storia Negra come risultato degli sforzi dell'Aristo Club.
Nel 1933 pubblicò un articolo innovativo sulla Elementary English Review intitolato “The Negro in Children's Literature”. Si trattava del primo articolo in una rivista didattica americana tradizionale che chiedeva agli insegnanti di celebrare la cultura afroamericana, e il primo articolo di un autore autodefinitosi “negro” ad apparire nella rivista.
Nell'articolo la Crosson raccomanda l'insegnamento della "letteratura negra", che definisce come opere di, per e sulle persone di colore, sostenendo che i bambini neri non dovrebbero essere privati della letteratura della loro razza e che tutti i bambini trarrebbero beneficio da questa esperienza:
Raccomandava l'insegnamento della storia afroamericana, presentando le conquiste degli afroamericani, come Harriet Tubman, accanto a quelle dei bianchi, sostenendo che questo avrebbe "... fatto sì che il bambino negro si sforzasse di elevare la sua razza a livelli più alti, e che il bambino bianco sentisse che la razza negra avesse svolto la sua parte nella creazione dell'America".
Nel 1945 prese un anno sabbatico per studiare l'educazione interculturale nelle scuole pubbliche del Messico per l'Association for the Study of African American Life and History (Associazione per lo Studio della Vita e della Storia dei Negri). È stata una delle poche donne a ricevere un incarico sul campo per l'ASNLH in quel periodo, e in seguito è stata eletta nel suo consiglio esecutivo. Al suo ritorno iniziò a insegnare nella Hyde School, una scuola per soli neri a Roxbury, dove apportò molti cambiamenti nel programma di studi e ispirò l'amore per la lettura nei suoi studenti. Si è anche offerta come insegnante di scuola domenicale presso la Twelfth Baptist Church e ha tenuto lezioni di storia nera il sabato.
Dal 1952 è diventata presidente del Palmer Memorial Institute, una scuola preparatoria per soli neri a Sedalia, nella Carolina del Nord. Creò molti nuovi programmi nella scuola e ottenne finanziamenti dal governo e dalla Fondazione Ford. È andata in pensione nel 1966. Nel 1968 ha lavorato con il North Carolina College sviluppando un programma di formazione per i Peace Corps volontari (Corpi di Pace) in missione in Liberia. Nel 1970 tornò a Boston, dove svolse attività di volontariato nei rifugi per senzatetto e come tutor. È morta all'età di 91 anni nella sua casa nel South End di Boston.

## Pubblicazioni
- (EN) Wilhelmina M. Crosson, The Negro in Children's Literature, in The Elementary English Review, vol. 10, 10ª ed., National Council of Teachers of English, 1933,  pp. 249-255, JSTOR 41381843, 41381843.
- (EN) Wilhelmina M. Crosson, Women for Democracy: Harriet G. Hosmer, in Boston Teachers News Letter, 1934.
- (EN) Wilhelmina M. Crosson, A Popular Subject, in The Elementary English Review, vol. 13, 8ª ed., National Council of Teachers of English, 1936,  pp. 283-286, JSTOR 41383038, 41383038.
- (EN) Wilhelmina M. Crosson, Florence Crannell Means, in The Elementary English Review, vol. 17, 8ª ed., National Council of Teachers of English, 1940,  pp. 321–324, 326, JSTOR 41383300, 41383300.
- (EN) Wilhelmina M. Crosson Reports on Intercultural Education in Mexico, in Negro History Bulletin, X, dicembre 1946,  pp. 55–60, 68–71.

## Onorificenze e premi
- 1960 – Onorata dall'Associazione delle donne di colore della Florida
- 1964 – Premio Mrs. W. V. S. Tubman[13]
- 1969 – Premio Sojourner Truth, Boston and Vicinity Negro Business and Professional Women's Clubs
- 1971 – Premio Dolly Madison, Camera di Commercio di Greensboro, Carolina del Nord
- 1985 – Premio Boston Afroamerican Griot, Boston College
- 1985 – Onorata da Azione per lo sviluppo della comunità di Boston
- 1991 – Fondo per la borsa di studio Wilhelmina M. Crosson, Twelfth Baptist Church, Boston
- Viene menzionata in relazione alla Lega delle Donne per il Servizio Comunitario sul Boston Women's Heritage Trail.[14][15]